# Skoky do vody na mistrovství Evropy v plaveckých sportech 2006
Závody v skocích do vody na mistrovství Evropy v plaveckých sportech za rok 2006 proběhly v Budapešti v Maďarsku ve dnech 26. července až 6. srpna 2006.

## Česká stopa
Na tomto mistrovství Evropy Česko nemělo ve skocích do vody zastoupení.

## Výsledky

### Individuální disciplíny
| Muži              | Zlato                     | Zlato  | Stříbro                  | Stříbro | Bronz                     | Bronz  |
| ----------------- | ------------------------- | ------ | ------------------------ | ------- | ------------------------- | ------ |
| Skoky z 1 m prkna | Joona Puhakka (FIN)       | 425,00 | Alexandr Dobroskok (RUS) | 416,60  | Christopher Sacchin (ITA) | 415,70 |
| Skoky z 3 m prkna | Dmitrij Sautin (RUS)      | 496,10 | Alexandr Dobroskok (RUS) | 479,95  | Joona Puhakka (FIN)       | 464,60 |
| Skoky z 10 m věže | Gleb Galperin (RUS)       | 472,90 | Heiko Meyer (GER)        | 459,45  | Kosťantyn Miljajev (UKR)  | 436,50 |
| Ženy              | Zlato                     | Zlato  | Stříbro                  | Stříbro | Bronz                     | Bronz  |
| Skoky z 1 m prkna | Anna Lindbergová (SWE)    | 291,90 | Ditte Kotzianová (GER)   | 279,30  | Maria Marconiová (ITA)    | 267,35 |
| Skoky z 3 m prkna | Anna Lindbergová (SWE)    | 330,60 | Ditte Kotzianová (GER)   | 324,90  | Nóra Bartová (HUN)        | 319,85 |
| Skoky z 10 m věže | Julija Prokopčuková (UKR) | 338,00 | Anja Richterová (AUT)    | 332,35  | Christin Steuerová (GER)  | 330,40 |

### Týmové disciplíny
| Muži                                     | Zlato                                               | Zlato  | Stříbro                                                | Stříbro | Bronz                                                  | Bronz  |
| ---------------------------------------- | --------------------------------------------------- | ------ | ------------------------------------------------------ | ------- | ------------------------------------------------------ | ------ |
| Synchronizované skoky dvojic z 3 m prkna | Německo (GER) (Tobias Schellenberg, Andreas Wels)   | 403,86 | Rusko (RUS) (Jurij Kunakov, Dmitrij Sautin)            | 401,46  | Itálie (ITA) (Nicola Marconi, Tommaso Marconi)         | 394,68 |
| Synchronizované skoky dvojic z 10 m věže | Rusko (RUS) (Dmitrij Dobroskok, Gleb Galperin)      | 469,38 | Německo (GER) (Sascha Klein, Heiko Meyer)              | 447,96  | Itálie (ITA) (Michele Benedetti, Francesco Dell'Uomo)  | 435,12 |
| Ženy                                     | Zlato                                               | Zlato  | Stříbro                                                | Stříbro | Bronz                                                  | Bronz  |
| Synchronizované skoky dvojic z 3 m prkna | Rusko (RUS) (Natalika Umyskovová, Naděžda Bažinová) | 314,55 | Německo (GER) (Heike Fischerová, Ditte Kotzianová)     | 298,68  | Ukrajina (UKR) (Olena Fedorovová, Christina Iščenková) | 292,17 |
| Synchronizované skoky dvojic z 10 m věže | Německo (GER) (Annett Gammová, Nora Subschinská)    | 325,92 | Rusko (RUS) (Natalija Gončarovová, Julija Koltunovová) | 306,24  | Ukrajina (UKR) (Julija Prokopčuková, Kateryna Žuková)  | 297,21 |

## Medailová bilance
Ve skocích do vody se rozdělilo celkem 10 sad medailí.
| Pořadí | Stát           |       | Muži    | Muži  | Muži  |         | Ženy  | Ženy  | Ženy    |       | Muži + Ženy | Muži + Ženy | Muži + Ženy | Celkem |
| Pořadí | Stát           | Zlato | Stříbro | Bronz | Zlato | Stříbro | Bronz | Zlato | Stříbro | Bronz |             |             |             | Celkem |
| ------ | -------------- | ----- | ------- | ----- | ----- | ------- | ----- | ----- | ------- | ----- | ----------- | ----------- | ----------- | ------ |
| 1.     | Rusko (RUS)    |       | 3       | 3     | 0     |         | 1     | 1     | 0       |       | 4           | 4           | 0           | 8      |
| 2.     | Německo (GER)  |       | 1       | 2     | 0     |         | 1     | 3     | 1       |       | 2           | 5           | 1           | 8      |
| 3.     | Švédsko (SWE)  |       | 0       | 0     | 0     |         | 2     | 0     | 0       |       | 2           | 0           | 0           | 2      |
| 4.     | Ukrajina (UKR) |       | 0       | 0     | 1     |         | 1     | 0     | 2       |       | 1           | 0           | 3           | 4      |
| 5.     | Finsko (FIN)   |       | 1       | 0     | 1     |         | 0     | 0     | 0       |       | 1           | 0           | 1           | 2      |
| 6.     | Rakousko (AUT) |       | 0       | 0     | 0     |         | 0     | 1     | 0       |       | 0           | 1           | 0           | 1      |
| 7.     | Itálie (ITA)   |       | 0       | 0     | 3     |         | 0     | 0     | 1       |       | 0           | 0           | 4           | 4      |
| 8.     | Maďarsko (HUN) |       | 0       | 0     | 0     |         | 0     | 0     | 1       |       | 0           | 0           | 1           | 1      |
| Celkem | Celkem         |       | 5       | 5     | 5     |         | 5     | 5     | 5       |       | 10          | 10          | 10          | 30     |